# Burg Pölitz
Die Burg Pölitz war eine mittelalterliche Niederungsburg vom Typus einer Turmhügelburg (Motte) etwa 3 km nördlich von Gedelitz in Niedersachsen. Von ihr ist noch der niedrige, kegelförmige Burgberg und ein bis zu 7 m breiter Burggraben vorhanden. Die Befestigungsanlage lag am Pölitzer Haken, einem Altarm der Elbe.

## Beschreibung

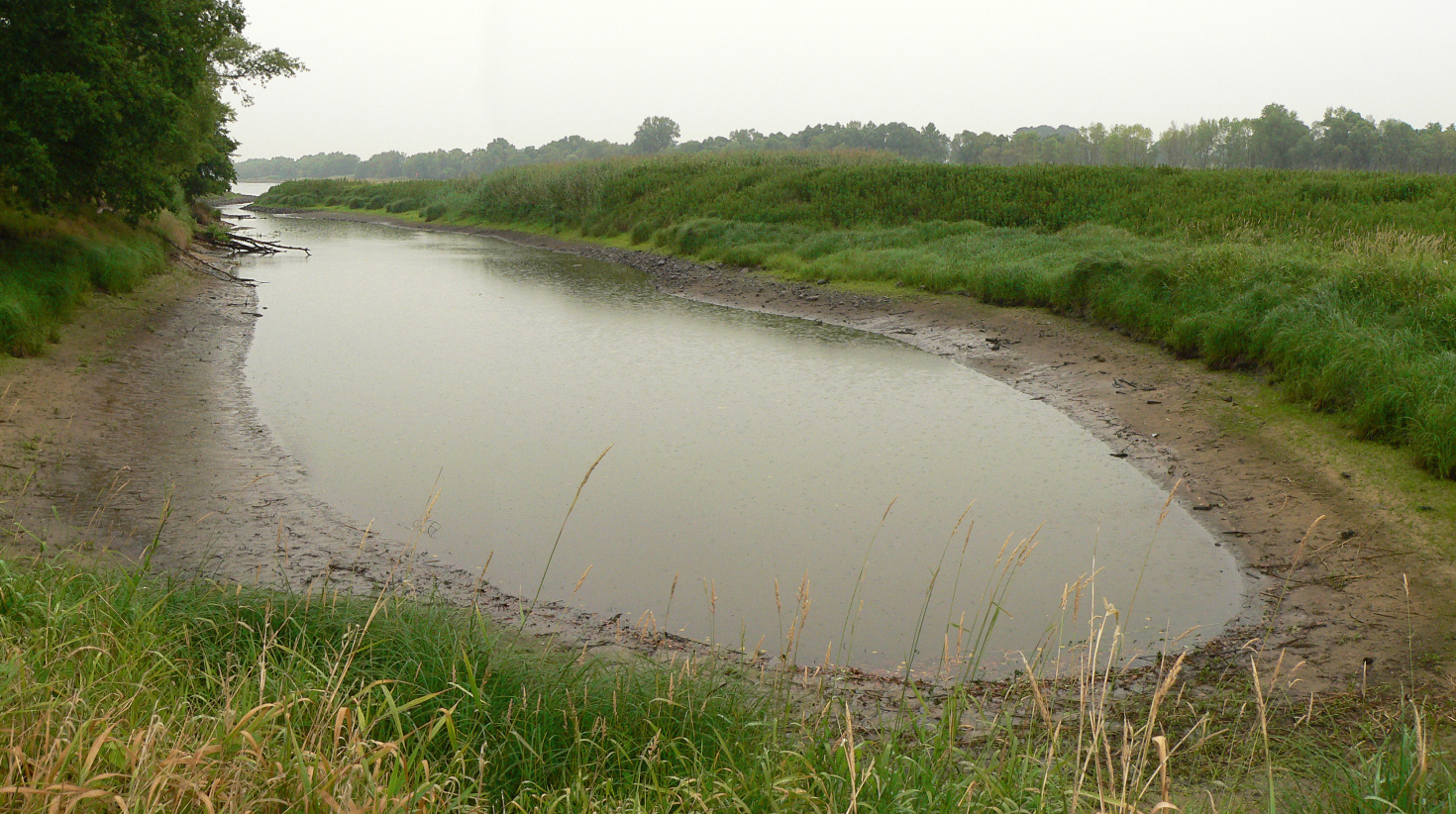
Altarm der Elbe mit der Burgstelle etwa in Bildmitte

Eine Siedlung in Pölitz wurde erstmals im Jahr 1362 als "tu Pulitze" urkundlich erwähnt.
Feldbegehungen und eine Baustellenbeobachtung während des Deichbaus erbrachten slawische Keramik des 10. bis 12. Jahrhunderts und "deutsche" Keramik des 12. bis 14. Jahrhunderts in voneinander getrennten Bereichen. Offenbar ist eine slawische Besiedlung unbekannter Art im Hochmittelalter von einer Motte abgelöst worden. In der Folgezeit sind Burg und Siedlung wahrscheinlich wegen Hochwassergefahr aufgegeben worden. 1696 wurde die Burgstelle noch als "Burgwall" bezeichnet.
Eine Karte von 1723 stellt das Gewässer in dieser Zeit als See dar und zeigt den Burghügel in einem schmalen Bereich zwischen dem See und der Elbe. Es wird angenommen, dass der Burghügel bei der Regulierung der Elbe am Ende des 19. Jahrhunderts oder in den 1930er Jahren eingeebnet wurde. Heute befindet sich die Burgstelle nahe einer früheren Hofstelle, die zur ehemaligen Siedlung Pölitz gehörte.